# Consejería de Investigación y Universidades de la Generalidad de Cataluña
La consejería de Investigación y Universidades es una de las consejerías del Gobierno de Cataluña. Esta consejería fue creada el 26 de mayo de 2021 desgranando las competencias en materia de universidades y conocimiento vinculadas a la anterior Consejería de Empresa y Conocimiento. El actual consejero es Joaquim Nadal. 

## Competencias
El DECRETO 21/2021, de 25 de mayo, de creación, denominación y determinación del ámbito de competencia de los departamentos de la Administración de la Generalidad de Cataluña, establece las competencias de las distintas consejerías de la Generalidad de Cataluña. 
Las competencias de esta Consejería son regular el sistema universitario de Cataluña y también la calidad de este. También tiene competencias en materia de becas que no sean competencia de la Consejería de Educación. Además, es la Consejería que se encarga del fomento de la investigación, incluida en el ámbito de la Salud. 

## Consejeros
| Consejería                                                                                         | Titular                                                                                            | Titular                                                                                            | Partido                                                                                            | Partido                                                                                            | Periodo                                                                                            | Periodo                                                                                            | Generalitat  | Generalitat | Generalitat                |
| Consejería                                                                                         | Titular                                                                                            | Titular                                                                                            | Partido                                                                                            | Partido                                                                                            | Inicio                                                                                             | Fin                                                                                                | Gobierno     | Presidente  | Presidente                 |
| -------------------------------------------------------------------------------------------------- | -------------------------------------------------------------------------------------------------- | -------------------------------------------------------------------------------------------------- | -------------------------------------------------------------------------------------------------- | -------------------------------------------------------------------------------------------------- | -------------------------------------------------------------------------------------------------- | -------------------------------------------------------------------------------------------------- | ------------ | ----------- | -------------------------- |
| Universidades, Investigación y Sociedad de la Información                                          | Andreu Mas-Colell                                                                                  | | | CDC                                                                                                | 3 de abril de 2000                                                                                 | 20 de diciembre de 2003                                                                            | Pujol VI     |             | Jordi Pujol                |
| Educación y Universidades                                                                          | Juan Manuel del Pozo Álvarez                                                                       | | | PSC                                                                                                | 20 de diciembre de 2003                                                                            | 29 de noviembre de 2006                                                                            | Maragall     |             | Pasqual Maragall i Mira    |
| Innovación, Universidades y Empresa                                                                | Josep Huguet i Biosca                                                                              | | | ERC                                                                                                | 29 de noviembre de 2006                                                                            | 29 de noviembre de 2010                                                                            | Montilla     |             | José Montilla              |
| Sus competencias las absorbió la consejerías de Educación y Conocimiento.                          | Sus competencias las absorbió la consejerías de Educación y Conocimiento.                          | Sus competencias las absorbió la consejerías de Educación y Conocimiento.                          | Sus competencias las absorbió la consejerías de Educación y Conocimiento.                          | Sus competencias las absorbió la consejerías de Educación y Conocimiento.                          | Sus competencias las absorbió la consejerías de Educación y Conocimiento.                          | Sus competencias las absorbió la consejerías de Educación y Conocimiento.                          | Mas I        |             | Artur Mas i Gavarró        |
| Sus competencias las absorbió la consejerías de Educación y Conocimiento.                          | Sus competencias las absorbió la consejerías de Educación y Conocimiento.                          | Sus competencias las absorbió la consejerías de Educación y Conocimiento.                          | Sus competencias las absorbió la consejerías de Educación y Conocimiento.                          | Sus competencias las absorbió la consejerías de Educación y Conocimiento.                          | Sus competencias las absorbió la consejerías de Educación y Conocimiento.                          | Sus competencias las absorbió la consejerías de Educación y Conocimiento.                          | Mas II       |             | Artur Mas i Gavarró        |
| Sus competencias las absorbió la consejerías de Educación y Conocimiento.                          | Sus competencias las absorbió la consejerías de Educación y Conocimiento.                          | Sus competencias las absorbió la consejerías de Educación y Conocimiento.                          | Sus competencias las absorbió la consejerías de Educación y Conocimiento.                          | Sus competencias las absorbió la consejerías de Educación y Conocimiento.                          | Sus competencias las absorbió la consejerías de Educación y Conocimiento.                          | Sus competencias las absorbió la consejerías de Educación y Conocimiento.                          | Puigdemont   |             | Carles Puigdemont          |
| Aplicación del artículo 155 en Cataluña                                                            | Aplicación del artículo 155 en Cataluña                                                            | Aplicación del artículo 155 en Cataluña                                                            | Aplicación del artículo 155 en Cataluña                                                            | Aplicación del artículo 155 en Cataluña                                                            | Aplicación del artículo 155 en Cataluña                                                            | Aplicación del artículo 155 en Cataluña                                                            | Rajoy II     |             | Soraya Sáenz de Santamaría |
| Sus competencias estaban en las consejerías de Presidencia y Trabajo, Asuntos Sociales y Familias. | Sus competencias estaban en las consejerías de Presidencia y Trabajo, Asuntos Sociales y Familias. | Sus competencias estaban en las consejerías de Presidencia y Trabajo, Asuntos Sociales y Familias. | Sus competencias estaban en las consejerías de Presidencia y Trabajo, Asuntos Sociales y Familias. | Sus competencias estaban en las consejerías de Presidencia y Trabajo, Asuntos Sociales y Familias. | Sus competencias estaban en las consejerías de Presidencia y Trabajo, Asuntos Sociales y Familias. | Sus competencias estaban en las consejerías de Presidencia y Trabajo, Asuntos Sociales y Familias. | Torra        |             | Joaquim Torra i Pla        |
| Sus competencias estaban en las consejerías de Presidencia y Trabajo, Asuntos Sociales y Familias. | Sus competencias estaban en las consejerías de Presidencia y Trabajo, Asuntos Sociales y Familias. | Sus competencias estaban en las consejerías de Presidencia y Trabajo, Asuntos Sociales y Familias. | Sus competencias estaban en las consejerías de Presidencia y Trabajo, Asuntos Sociales y Familias. | Sus competencias estaban en las consejerías de Presidencia y Trabajo, Asuntos Sociales y Familias. | Sus competencias estaban en las consejerías de Presidencia y Trabajo, Asuntos Sociales y Familias. | Sus competencias estaban en las consejerías de Presidencia y Trabajo, Asuntos Sociales y Familias. | Aragonès (e) |             | Pere Aragonès              |
| Investigación y Universidades                                                                      | Gemma Geis                                                                                         | | | JxC                                                                                                | 26 de mayo de 2021                                                                                 | 10 de octubre de 2022                                                                              | Aragonès     |             | Pere Aragonès              |
| Investigación y Universidades                                                                      | Joaquim Nadal                                                                                      | | | PSC                                                                                                | 10 de octubre de 2022                                                                              | 12 de agosto de 2024                                                                               | Aragonès     |             | Pere Aragonès              |
| Investigación y Universidades                                                                      | Núria Montserrat                                                                                   | | | PSC                                                                                                | 12 de agosto de 2024                                                                               | En el cargo                                                                                        | Illa         |             | Salvador Illa              |